# Discographie

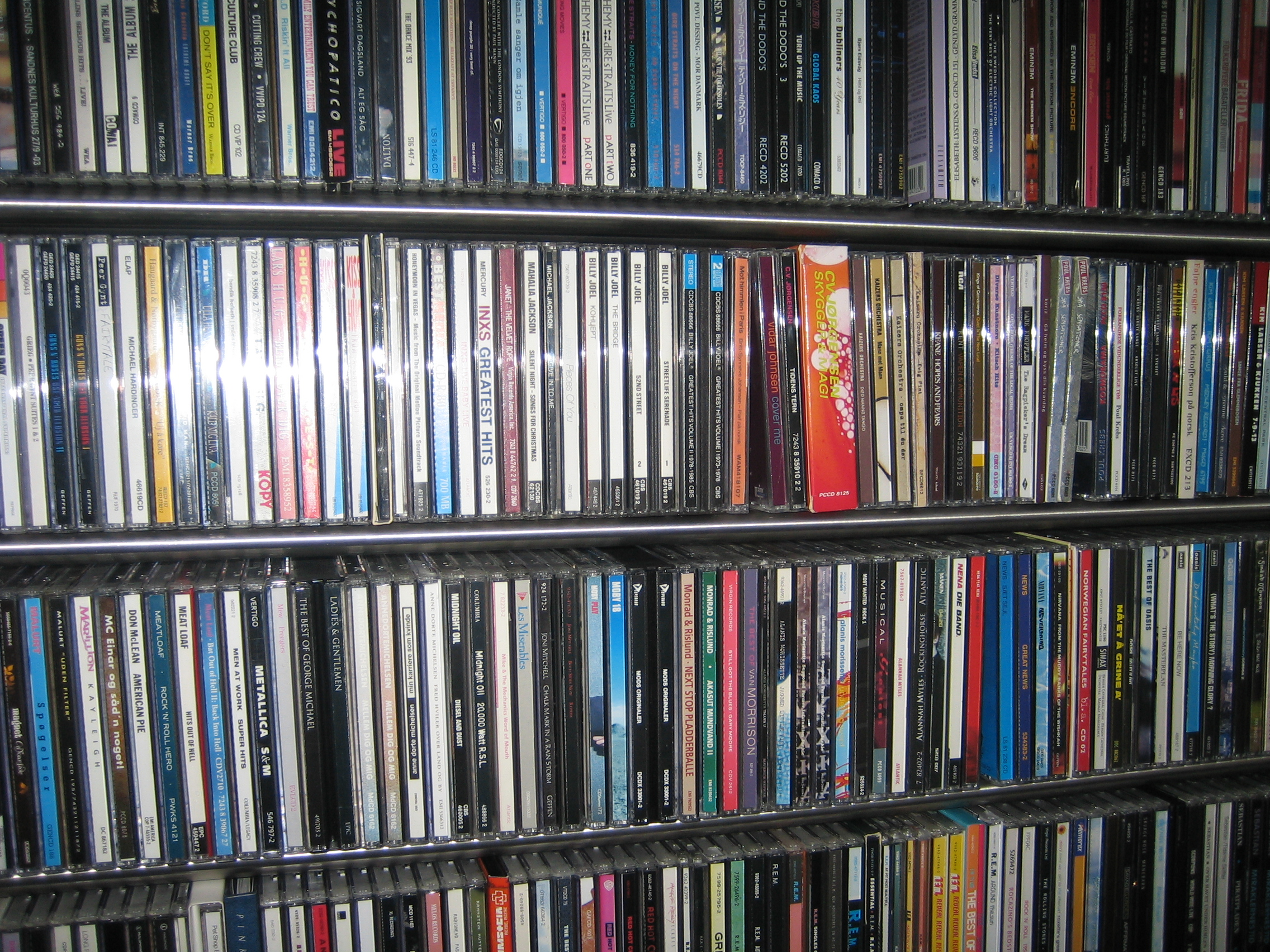
Une large collection de CD.

La discographie d'un musicien, compositeur ou interprète, est le répertoire ou liste des références d'enregistrements sur disque (disque vinyle, disque compact, DVD, etc.) des œuvres composées ou interprétées par ce musicien.
Le type d'informations contenues dans une discographie varie selon le type et les objectifs de la discographie, mais elles incluent au moins le nom de l'artiste, le temps d'enregistrement, la date et le lieu de publication ou encore les différents formats utilisés.